# ジェームズ・モリソン (サッカー選手)
ジェームズ・クラーク・モリソン（James Clark Morrison、1986年5月25日 - ）は、イングランド出身の元サッカー選手。現役時代のポジションはミッドフィールダー。元スコットランド代表。

## クラブ経歴
ミドルズブラの下部組織で育つ。2003-04シーズンのFAユースカップで優勝したミドルズブラユースの中心選手である。チームメートにはアンドリュー・テイラーやデヴィッド・ウィーターがいた。
2004年にトップチームへ昇格。2年目の2004-05シーズンから出場機会を増やし、2005-06シーズンはレギュラーに定着した。同年のUEFAカップ決勝、対セビージャ戦でも右サイドのミッドフィールダーとして先発出場している。2006-07シーズンはリー・カッターモールとの併用で途中出場が多くなり、2007-08シーズン開幕前にフットボールリーグ・チャンピオンシップのウェスト・ブロムウィッチ・アルビオンへ移籍した。移籍金は150万ポンドほどと見られる。
ウェスト・ブロム移籍後は、主にトップ下、セカンドトップ、あるいは右サイドのウインガーとして起用されている。2007年10月23日のブラックプールFC戦であげた彼の移籍後初ゴールは、ウェスト・ブロムサポーターが選ぶシーズンベストゴールに選出された。 移籍後1シーズンは途中出場での起用も多かったが、2008-09シーズン以降は —2009-10シーズンは怪我でシーズンの大半を棒に振ったが— チームの中心選手として活躍している。2010-11シーズンから背番号は27番から7番となり、2011年9月にはクラブとの契約を2016年まで延長した。
2018-19シーズン終了をもってウェスト・ブロムウィッチ・アルビオンFCを退団。2019年10月29日、現役引退とウェスト・ブロムウィッチ・アルビオンFCのアカデミーのコーチに就任することが発表された。

## 代表経歴
2007年8月からスコットランド代表に選出されている。ユース年代はイングランド代表として年代別のヨーロッパ選手権に参加していたが、祖父母の故郷であるスコットランドを選択した。 代表デビューは2008年5月30日、チェコ代表との親善試合だった。